# أكيرا سايتو
أكيرا سايتو (باليابانية: 斉藤明) هو متسابق دراجات نارية ياباني. نافس في سباقات بطولة العالم لفئة 125 سي سي. بدأ المنافسة في بطولة العالم سنة 1991. أفضل موسم له كان موسم سنة 1995 عندما جاء في المركز الرابع في بطولة العالم لفئة 125 سي سي.

## روابط خارجية
- أكيرا سايتو على موقع MotoGP.com (الإنجليزية)